# 策墨林寺
策墨林寺，藏语称“策墨林”（藏語：ཚེ་སྨོན་གླིང།，威利转写：tshe smon gling），又译“策门林”、“策满林”、“策默林”，赐名“崇寿寺”，位于西藏自治区拉萨市城关区吉崩岗街道策门林社区，是一座藏传佛教寺院，也是拉萨四大林之一。

## 简介
该寺位于小昭寺西南角，西临喜德寺。该寺所在的策门林社区，以及附近的策门林一巷、策门林二巷、策门林三巷，均因该寺而得名。该寺由色拉寺管理委员会管理并主持所有事物。该寺是继丹杰林寺之后兴建的拉萨第三个“林”。一世策墨林活佛接任西藏摄政时初建该寺，取名 “图丹仁钦曲科林”。后来，二世策墨林活佛任摄政之后的第6年，即1825年扩建该寺。该“林”在宗教教规上隶属色拉寺麦扎仓；经济上则独立，即由策墨林拉章全权负责。
该寺原来正式全称为“图丹仁钦曲科林”。该“林”名称“策墨林”的来源有多种说法，最具代表性的有两说。（1）藏学家东噶·洛桑赤列《东噶藏学大辞典》记载，此名是清朝道光帝所取。（2）根据因袭口传，寺名因该寺一拉康的主尊佛名“次巴美”（无量寿佛）而得名。在此，以第一种说法为依据。但“策墨林”一名确非清朝道光帝所赐。一世策墨林活佛任摄政时，正值嘉庆帝时期，嘉庆帝为图丹仁钦曲科林赐“崇寿寺”（藏语称“策墨林”）匾额一块而更名之。《九世逹赖喇嘛传》载：“水虎年（公元1812年）一月，嘉庆皇帝为图丹曲科林寺赐‘策墨林’的匾额一块。”
该寺是色拉寺的属寺。一世策墨林活佛从色拉寺麦扎仓擦多康村修习五明，成为知名佛学家，后来又在上密院进修显密教法，成为甘丹寺夏孜扎仓堪布，因博学而奉诏书进北京任雍和宫堪布，数年后奉旨回西藏继任已故德木活佛的摄政职位，成为清朝皇帝委派的第二位摄政。因他从色拉寺发迹，故他创建的图丹仁钦曲科林（策墨林）自然成为色拉寺的属寺。二世策墨林活佛任摄政遭难时，色拉寺麦扎仓全体僧众站在策墨林一边。当时策墨林寺遭到一定程度破坏。直至今日，策墨林仍归属色拉寺。
策墨林寺主体建筑原来分为红宫和白宫，白宫为第一世策墨林活佛兴建，红宫由第二世策墨林活佛兴建。此外还设有拉章和策墨林活佛的夏宫，夏宫和寺庙中间为一片规模较大的林卡。文化大革命之后，策默林寺获得重建，但重建的只占原来寺院建筑的一部分，其他殿堂仍被民居、小工厂等占据。由于策墨林寺在教规上隶属色拉寺麦扎仓，所以除供奉释迦牟尼、宗喀巴、历代策墨林活佛像之外，也供奉有色拉寺麦扎仓的主供护法“塔乌”。殿内左侧的长条形配殿供奉不动佛等等，殿后相通的左配殿、中配殿分别供奉“塔乌”、大威德金刚，右配殿则供奉释迦牟尼，右侧的长条形配殿供奉三怙主（观音菩萨、文殊菩萨、金刚手菩萨）等等。

## 策墨林拉章
一世策墨林活佛任摄政时，首先驻锡“甘丹康萨”，此地遂成为摄政的临时拉章。后来，他迁居策墨林私邸。甘丹康萨是拉萨有名的古迹，始建于16世纪后期，1587年由吉曲第巴顿珠杰布创建，五世达赖时期为固始汗父子的“王宫”，七世达赖时期成为弥王颇罗索朗多布杰及其子珠尔墨特那木扎勒执政时的“王宫”。
二世策墨林活佛于1820年继第三位摄政德木活佛之后成为第四位摄政，直到1844年共执政25年，是摄政中摄政时间最长者。策墨林拉章随这位摄政而显赫一时，但也正是在这位摄政时期，策墨林拉章及其总管“札萨”等跟策墨林活佛一起在很长时期内消失，策墨林寺遭到破坏。直到十三世达赖时期，因三世策墨林活佛被追认及出任摄政以后，策墨林拉章才重现。但当时未设立拉章札萨，因札萨一职必须由清朝皇帝特许任命，故这时策墨林拉章只设“强佐钦莫”（大总管），其下设有“第羌昂”等职位。
策墨林拉章的组织结构与丹杰林拉章并无分别。

## 策墨林扎仓
策墨林扎仓与丹杰林扎仓相似。僧人数量最初定为170余人；二世策墨林活佛遭罢免后，降为25人；三世策墨林活佛时期又定为75人，据一些老僧人说，僧人大部分是从色拉寺麦扎仓选派。扎仓僧人数量的变化，一定程度上与其“林”的活佛的势力有关。进入该“林”的僧人必须先入色拉寺麦扎仓为僧，经报名申请，等有缺额时，按照先后顺序依次选补。该“林”僧人每年发粮食32余克，比其他寺院的僧人高很多，也超过了其他各“林”。该 “林”扎仓的僧人与其他“林”的僧人一样，不必参加传昭大法会，但是可按人数领取布施。按照规定，平时专派4名僧人赴大昭寺乃久拉康念经。